# ستيفانو فورتوناتو
ستيفانو فورتوناتو (بالإيطالية: Stefano Fortunato)‏ (15 يناير 1990 في إيطاليا - ) هو لاعب كرة قدم إيطالي في مركز حراسة المرمى. لعب مع نادي بارما ونادي برو باتاريا ونادي فيتشينزا ونادي فينيزيا ونادي مودينا ونادي نوفارا ونادي أريتسو وUC Montecchio Maggiore ‏.

## وصلات خارجية
- ستيفانو فورتوناتو على موقع قاعدة بيانات كرة القدم.إي يو (الإنجليزية)
- ستيفانو فورتوناتو على موقع Soccerway.com (الإنجليزية)